# ウンマ (イスラム)
ウンマ（アラビア語: أُمَّة、ʾumma(h)）とは、アラビア語で民族・国民・共同体などを意味する。
「イスラームの」という形容詞で修飾したウンマ・イスラーミーヤ（الأمة الإسلامية al-ʾUmma(h) al-ʾIslāmīya(h)）はイスラーム共同体と訳され、イスラーム国家とほぼ同義である。

## 語義
أُمَّةٌ（文語発音：ʾummah, 現代文語アラビア語・日常会話発音：ʾumma, ウンマ）はアラビア語の名詞である。語義は辞典や時代によって多少異なるが、
- 同じルーツを持ち複数の遺伝的性質を共有する集団で、宗教なり時間・時期なり居住地なり何らかの事物によってまとめられている人々
- 歴史・宗教・経済などを共有し同じ目的の元に生きる人々の集団
- 現代では国民国家・民族国家を指すのにも用いられ、複数形 أُمَم（ʾumam, ウマム）は国連（United Nations）のNations部分の訳語としても用いられている
- 母親（＝أُمّ, ʾumm, ウンム）
- イスラームという純正なる信仰と善行のために集まった人々、純正な信仰者ら、純正な共同体（クルアーン第16章『蜜蜂』第120節）
- 集団、人々、一団（クルアーン第28章『物語』第23節）
- 宗教（クルアーン第43章『金の装飾』第22節）
- 世代
- 時、期間
- 身長 - 古典資料などにおいて複合形容詞 طَوِيلُ الْأُمَّةِ（ṭawīl al-ʾumma(h), タウィール・アル＝ウンマ, 実際の発音：タウィール・ル＝ウンマ）もしくは طَوِيلُ الْأُمَمِ（ṭawīl al-ʾumam, タウィール・アル＝ウマム, 実際の発音：タウィール・ル＝ウマム）で「背が高い」の意味で登場

などを意味する。

## 概説
コーラン（クルアーン）の用法ではウンマは、神（アッラーフ）によって使徒（ラスール）を遣わされて啓典を与えられる人間集団の単位のことである。ムーサー（モーセ）のウンマといえばユダヤ教徒の共同体のことであり、イーサー（イエス）のウンマといえばキリスト教徒の共同体を意味する。彼らにはそれぞれ律法書（タウラート）、福音書（インジール）という啓典が与えられた。しかし、彼らはこれらの啓典を改竄したり、ゆがめて解釈したりしているとコーランは主張する。そして、神の言葉をそのままの形で伝える啓典がムハンマドのウンマ、すなわちイスラーム共同体に遣わされたコーランであるとする。
こうして信徒共同体の意味を与えられたウンマというアラビア語の単語は、次第に特にイスラーム共同体を指して言うようになり、イスラームを含めた個々の共同体には「ミッラ」という呼称が広まる。
これを踏まえて、現代のイスラームの歴史に関する研究、論述では単にウンマと言っても、イスラーム共同体のことを指す場合が多い。